# Charles Callebaut
Pour les articles homonymes, voir Callebaut (homonymie).
 (octobre 2012).
Charles Louis Callebaut (Carolus Ludovicus, né le 24 juillet 1879 à Alost et décédé vers 1960 en Algérie) est un artiste et directeur de cirque. Il fut le fondateur et directeur du Cirque Caroli de 1916 à 1928.

## Biographie
Né d'une famille pauvre de Belgique, de père Lievin Callebaut (en lien de parenté avec la famille Barry Callebaut, entreprise active dans l'industrie du chocolat) et de mère Anne Wauters.
Très tôt, il se passionne pour les fakirs et commença à travailler pour le Cirque belge Sosman et assiste aux spectacles de l'esplanade d'Alost.
Fasciné par le fakir Rani, il décide alors de suivre le même chemin. Il assiste à plusieurs de ses représentation et un jour, le lendemain d'un spectacle, alors que tout le monde dort dans le cirque, il prend les accessoires du fakir et les essaye, cela sera sa révélation.
Plus tard, il part en Inde pour rencontrer d'autres fakirs et ainsi obtenir une renommée internationale.
Il part pour Londres à 19 ans afin percer dans le music-hall et le cirque.
Puis il revient sur Alost avec son propre cirque : le cirque Caroli.
En parallèle il passe un contrat de deux ans en tant que fakir  1904-1906 avec le Circus Libot puis avec le Cirque De Jonghe 1909, ainsi que le nouveau cirque de Gand.
À Berlin, il rejoint pour 6 mois le circus Busch-Roland.
Il était appelé « L'homme à la peau d'acier ».
Il pouvait: marcher pieds nu sur une planche à clou tournés vers la pointe, être couché sur un lit de clous et se faire marcher de dessus par-dessus une planche par un cheval, monter un escalier de sabres tranchants, débouler une pente dans un tonneau rempli de verres cassés et tout cela sans aucune blessures.
Le docteur Rothschild à Paris le considère alors comme sujet exceptionnel.
Il exerça durant près de 15 ans son métier de fakir, puis se retira en Algérie pour des raisons familiales et y mourut vers 1960.
Sa première femme fut Aïcha Ouali, écuyère dont il divorça en 1927. Quelques mois plus tard il épouse Caroline Krembser Fordeyn, dite Sacha, une contorsionniste flamande, célèbre en Russie pour avoir présenté un spectacle devant le Tsar Nicolas II de Russie.

## Source
- André De Poorter, « Fakir slaat de nagel op de kop », CircusMagazine, no 20, automne 2009, p.4 [lire en ligne]